# Zoë Trender
Zoë Ester Catharina Trender, född 8 oktober 1970, är en svensk bandyspelare. Trender har verkat inom bandysporten som såväl ledare som spelare. Hon spelade i IK Göta 1983-1995 och i AIK mellan 1998 och år 2000. Hon var ledare (mestadels målvaktstränare) i AIK 2000-2009. Hon var även målvakt i Sveriges damlandslag i bandy under ett flertal år. Trender utsågs till Årets tjej i svensk bandy 1995, 2 SM-guld, 1 rink-VM-guld. Trender har även varit ledare för Älvsjö AIK:s damlag i fotboll år 2000.